# 绿色经济
绿色经济是指以保護环境和生态为目标的可持续发展的经济 。2011年联合国环境署發表的《绿色经济报告》认为，要实现绿色经济，经济發展不仅要高效，而且要公平。公平意味着各國在發展經濟時要确保低碳、资源高效利用和社会包容。